# Havenúnia
Havenúnia (em armênio: Հավնունիք; romaniz.: Havnunikʼ[a]), Havúnia (Հավունիք, Hawunikʼ[a]) ou Vaavúnia (Վահավունիք, Vahawunikʼ[a]), segundo a Geografia de Ananias de Siracena (século VII), foi um gavar (cantão) da província de Airarate, no Reino da Armênia. Originalmente fazia parte do distrito de Arsarúnia. Localizava-se na margem direita do curso superior do rio Araxes e compreendia uma área de 1 400 quilômetros quadrados. Sua capital era a cidade e castelo de Havenique. Era o domínio principesco dos Havenúnios. Em 591, com a concessão de vastas porções da Armênia ao imperador Maurício (r. 582–602) pelo xainxá Cosroes II (r. 590–628), foi incorporado na recém-fundada província da Armênia Inferior.